# Drogas ilícitas no Brasil
Droga ilícita, um termo de caráter essencialmente moral e sem definição jurídica, é usado vulgarmente para referir de modo um tanto impreciso toda e qualquer substância química ou composto químico natural ou artificial que tenha efeito psicoativo e que seja proibida por lei. Note-se que algumas drogas, ilícitas em determinados países, são permitidas e de uso corriqueiro em outros países, onde o seu uso é aceito. Veja-se o exemplo do álcool, proibido em países muçulmanos, mas permitido no Ocidente, ou da maconha, que é permitida em países como Uruguai, mas proibido no Brasil.
No uso corrente, trata-se de uma substância psicoativa produzida, vendida ou usada fora dos canais sancionados legalmente, porém qualquer outra substância, se produzida ou comercializada ilegalmente, é ilícita. Tais substâncias podem ser sintéticas ou mesmo estar contidas em produtos naturais, como plantas ou animais.
As substâncias psicoativas, além do efeito psicológico e social determinado pela condição de uso, atuam no cérebro por meio de diversos receptores de neurotransmissores, podendo ser responsável pela sensação de prazer, dor, medo, ansiedade, entre outras. Vivemos em uma sociedade cujo hedonismo (do grego, hedoné, que significa “prazer”) está fundamentado no consumo de realização imediata e algumas pessoas, independente da idade, da renda e da escolaridade, buscam nestas substâncias e no contexto do uso tais efeitos tanto como uma fuga dos problemas e, como processo, a busca de mais prazer. Sendo que a grande maioria dos usuários no ocidente desempenham usos de caráter lúdico, ou seja, usos não medicamentosos e não religiosos ou ritualísticos.
Historicamente, houve vários momentos em que drogas atualmente ilícitas serviram como arma de dominação ou como medicamento. Os melhores exemplos históricos de dominação são dados pelo colonialismo e pelo imperialismo. No século XIX, diante da resistência da China ao domínio ocidental, a Inglaterra estimulou o consumo de ópio entre os chineses, chegando a guerrear contra o governo desse país (Guerra do Ópio) por causa da proibição do comércio da droga. O álcool, cujo consumo é lícito no Ocidente, também foi usado pelos conquistadores europeus nas Américas, do século XV até o século XX), para enfraquecer e dominar os povos nativos. Já como medicamento o melhor caso exemplar é o da cocaína que fora usada, no século XIX e início do XX, como um estimulante medicinal, posteriormente substituído pela anfetamina. Há, na história do século XX, uma clara evolução destas substâncias sintéticas que foram sendo passadas do uso medicinal para o veterinário e, por fim, ao uso ilegal sob o argumento técnico de que as novas substâncias teriam menores efeitos colaterais e maior eficácia médica sendo, portanto, mais seguras.
No entanto, é fundamental que se observe, tal como ocorreu com o álcool etílico nos Estados Unidos no início do século XX, que nem toda substância é banida da legalidade por questões estritamente relacionadas à saúde do usuário ou à sua eficácia médica. Em diversas situações a ilegalidade é fundamentada em questões morais, políticas ou econômicas. Atualmente a Interpol estima que o mercado mundial destas substâncias ilícitas movimente meio bilhão de dólares por ano. Favorecendo e beneficiando diversas organizações criminosas diretamente relacionadas à corrupção de funcionários públicos dos setores de segurança pública, segurança nacional, sistema bancário, poder judiciário, entre diversos outros. Deste modo, a manutenção da ilegalidade também está relacionada ao poder e a renda de certos grupos que atuam no setor criminal. Segundo dados da Polícia Federal Brasileira e da Interpol o Brasil é rota internacional de 90% de toda cocaína comercializada no mundo e os recursos financeiros originários desta comercialização está, segundo a CPI do Narcotráfico de 1991, sendo usado no financiamento eleitoral de políticos como o então intitulado João de Deus, deputado federal brasileiro que declarou à CPI ter ganhado na Loteria Federal mais de 240 vezes e que foi investigado por envolvimento na lavagem de dinheiro, originário deste comércio ilegal, por meio da compra de bilhetes premiados da loteria federal e que, por sua vez, era um grande defensor da manutenção desta ilegalidade.
A lavagem de dinheiro ilícito e suas consequências (sonegação fiscal, evasão de divisas, etc.) é um dos principais problemas relacionados a este comércio e ocorre de diversos modos além da compra clandestina de prêmios de loterias. Ele também é feito por meio de igrejas (que no Brasil não são obrigadas a declarar a origem de sua renda), de jogos de aposta (como foi o caso do bingos brasileiros), estabelecimentos comerciais, entre tantos outros.

## Políticas de controle e combate ao tráfico de drogas

### No Brasil
O Brasil tem adotado uma política de controle e combate ao tráfico de drogas baseada na repressão à produção não autorizada e ao tráfico, dentro das fronteiras nacionais, além atuar em cooperação com outros países, para intercâmbio de informações sobre a produção e delitos conexos (especialmente o tráfico de armas e a lavagem de dinheiro).
Os críticos dessa abordagem argumentam que a proibição do uso de substâncias psicoativas baseia-se principalmente em padrões culturais e morais, ainda que o argumento invocado seja o mal produzido pelo uso de determinadas substâncias. Ademais, a chamada guerra às drogas, convocada e liderada no mundo pelo governo dos Estados Unidos, tem sido considerada como perdida por diversas autoridades, já que muitos traficantes têm sido mortos e presos sem que isso contenha a ampliação do acesso e do uso das drogas ilícitas.
O Brasil é signatário dos tratados mais relevantes relacionados ao controle de drogas e, em maio de 1995, foi eleito para a Comissão de Entorpecentes das Nações Unidas. Da mesma forma, em nível regional, o País tem participado ativamente do trabalho da Comissão Interamericana para o Controle do Abuso de Drogas da Organização dos Estados Americanos (OEA).
No plano bilateral, o Brasil é signatário de vários acordos de cooperação para a prevenção do uso abusivo, para a reabilitação e para a troca de informações sobre legislação e jurisprudência nacional. Tais acordos marcam o início de uma nova etapa na cooperação bilateral em matéria de entorpecentes, ao trazerem para os esforços conjuntos uma visão compartilhada sobre os desafios a serem enfrentados. O país também desenvolveu uma série de programas bilaterais visando combater o narcotráfico ao longo das fronteiras e vem tomando medidas para atualizar e melhorar sua legislação, visando reduzir a demanda por narcóticos.
A Secretaria Nacional de Políticas sobre Drogas (SENAD) é o órgão do Governo Federal encarregado de planejar, coordenar, supervisionar e controlar as atividades de prevenção e repressão ao tráfico ilícito, uso indevido e produção não autorizada de entorpecentes, bem como as atividades de recuperação de dependentes.
A aprovação e supervisão da Política Nacional Antidrogas, proposta pela SENAD, é feita pelo Conselho Nacional Antidrogas (CONAD), órgão colegiado que reúne representantes das diversas instâncias da Administração Federal envolvidas na questão.
Dando continuidade aos compromissos assumidos no âmbito das Nações Unidas, com a assinatura da Convenção contra o Tráfico Ilícito de Entorpecentes e de Substâncias Psicotrópicas, celebrada em Viena, em 1988, o governo brasileiro aprovou, em março de 1998, a Lei nº 9.613, que dispõe sobre o crime de "lavagem ou ocultação de bens, direitos e valores" e cria o Conselho de Controle de Atividades Financeiras (COAF).
O principal objetivo do COAF é coordenar esforços governamentais com vistas ao combate a um dos principais delitos conexos com o narcotráfico: a lavagem de dinheiro. O trabalho do COAF está em consonância com as orientações que vêm sendo adotadas internacionalmente, pelos organismos envolvidos no combate à lavagem de dinheiro, como o Grupo de Ação Financeira / Financial Action Task Force (GAFi/FATF) entidade vinculada à OCDE que estabelece padrões internacionais para o combate a esse tipo de delito vinculado ao narcotráfico. O Brasil participa do GAFi/FAFT.
Em janeiro de 2012, o governo comprometeu-se em liberar 4 bilhões de reais até 2014 para o programa de combate às drogas. Parte desse dinheiro é para a criação de 308 consultórios de rua, formados por médicos, psicólogos, enfermeiros e voluntários. Esses profissionais têm a missão de se aproximar dos usuários, tratá-los como um doente crônico, ganhar a sua confiança, indicando o tratamento ou até a internação, que pode ser consensual ou compulsória (a pedido da justiça ou da equipe multidisciplinar).
Altamente relevantes esses agentes – família, escola, mídia, lideranças comunitárias e religiosas, saúde publica –, no entanto têm um papel enfraquecido sem uma eficiente ação policial. A lei Antidrogas (11.343/06) foi promulgada com a pretensão de diminuir o número de presos, ao determinar tratamentos ou penas alternativas aos usuários. Porém, nesses últimos 5 anos, a venda de drogas tornou-se o delito mais comum, e a quantidade de detentos por tráfico teve um incremento de 166%, enquanto a população carcerária de modo geral cresceu bem menos, 36%. Esses dados demonstram que a repressão policial tem se mostrado eficaz, porém o incremento do consumo de drogas em todo o país faz com que aumente a ação dos traficantes.

### As rotas do tráfico
Domésticas,  destinadas ao transporte de drogas consumidas pelos brasileiros, e as rotas internacionais (o principal destino da cocaína que passa pelo país), nas quais o Brasil funciona como corredor. Neste último caso, a cocaína produzida na Colômbia, Peru e Bolívia além de ser parcialmente refinada no Brasil passa pelo país, tendo como destino final principalmente os Estados Unidos e, secundariamente, a Europa. Existem também as rotas mistas, em que parte das drogas fica no país e outra parte segue para o exterior é intimamente ligado ao contrabando de armas. Após a regulamentação da controversa lei 7.565/86, conhecida como a “Lei do Abate”, em 2004, os contrabandistas de armas e drogas voltaram a usar as rotas terrestres mas continuam a usar rotas aéreas. Assim, atualmente, a principal dificuldade para controle do contrabando de drogas e de armas no Brasil decorre não apenas da corrupção, mas também do baixo investimento na vigilância da extensa fronteira terrestre (16 mil quilômetros). Mas, além disso, segundo a Polícia Federal, parte das armas e drogas também chega pelo mar.
A maior parte da cocaína vem da Colômbia, e boa parte da maconha vem do Paraguai. O Brasil, além de refinar cocaína, também produz maconha, sobretudo no chamado "Polígono da Maconha", no semi-árido nordestino, mas em quantidade insuficiente para o atendimento à demanda interna. No caso da rota Brasil-Suriname, brasileiros trocam armas por cocaína, no Suriname e Guiana Francesa. Por ali também ingressa boa parte dos armamentos produzidos nos Estados Unidos, na Europa (a exemplo do fuzil russo AK-47) e na Ásia, especialmente metralhadoras antiaéreas.